# 詩里亞能源實驗室
詩里亞能源實驗室（Seria Energy Lab，SEL）原稱油氣探索中心，是汶萊詩里亞的一座科學博物館，鄰近詩里亞油田。第十億桶原油紀念碑與詩里亞能源實驗室距離約3公里，兩者間有步道相連。
詩里亞油氣探索中心於2002年9月14日由汶萊蘇丹哈桑纳尔·博尔基亚揭幕。2018年7月至2020年9月進行翻修，後改名為詩里亞能源實驗室。此中心包括展廳、籃球場、沙灘足球場、教室、會議廳、實驗室與遊樂場等。

## 圖集

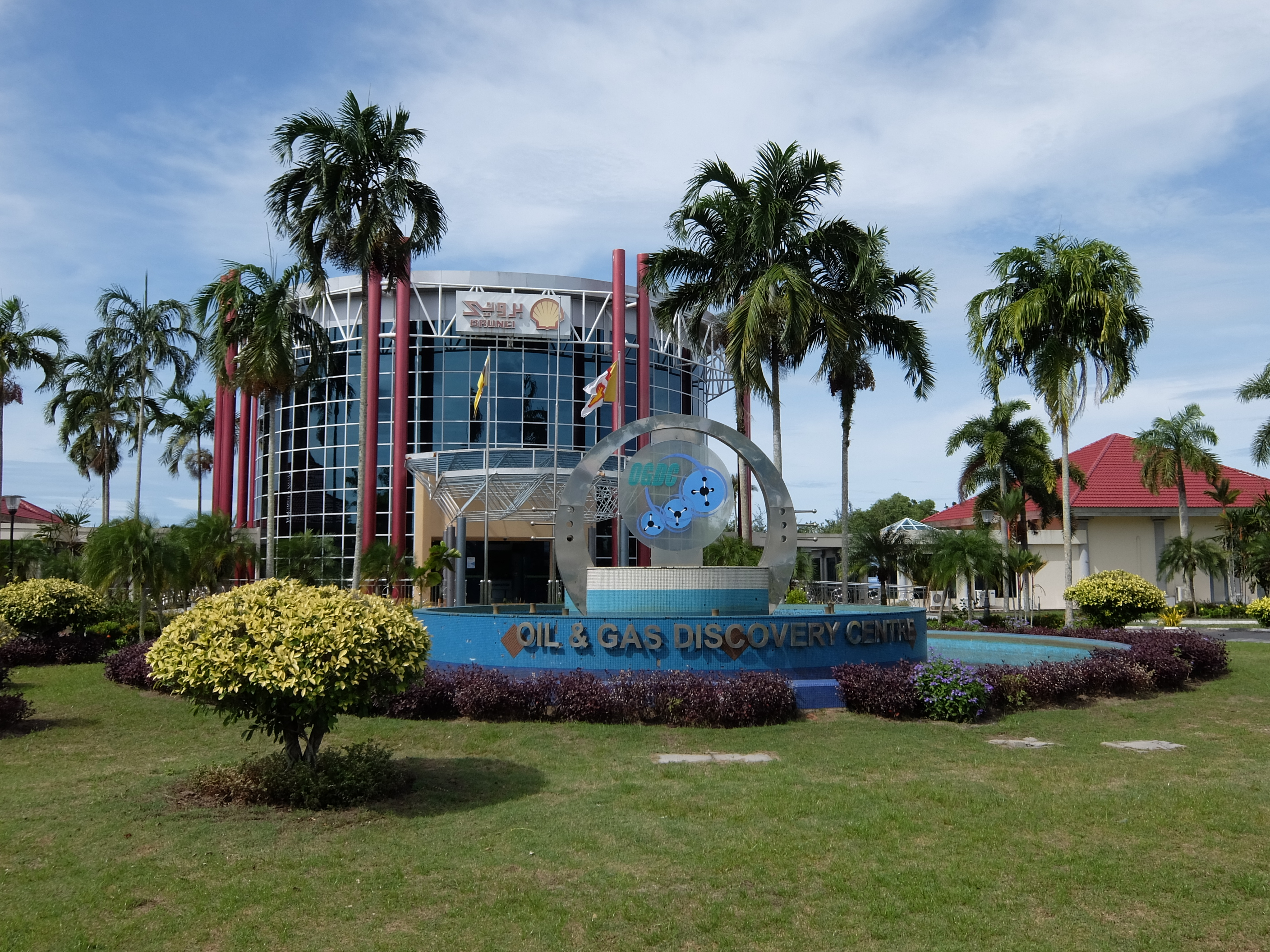
油氣探索中心（攝於2018年）
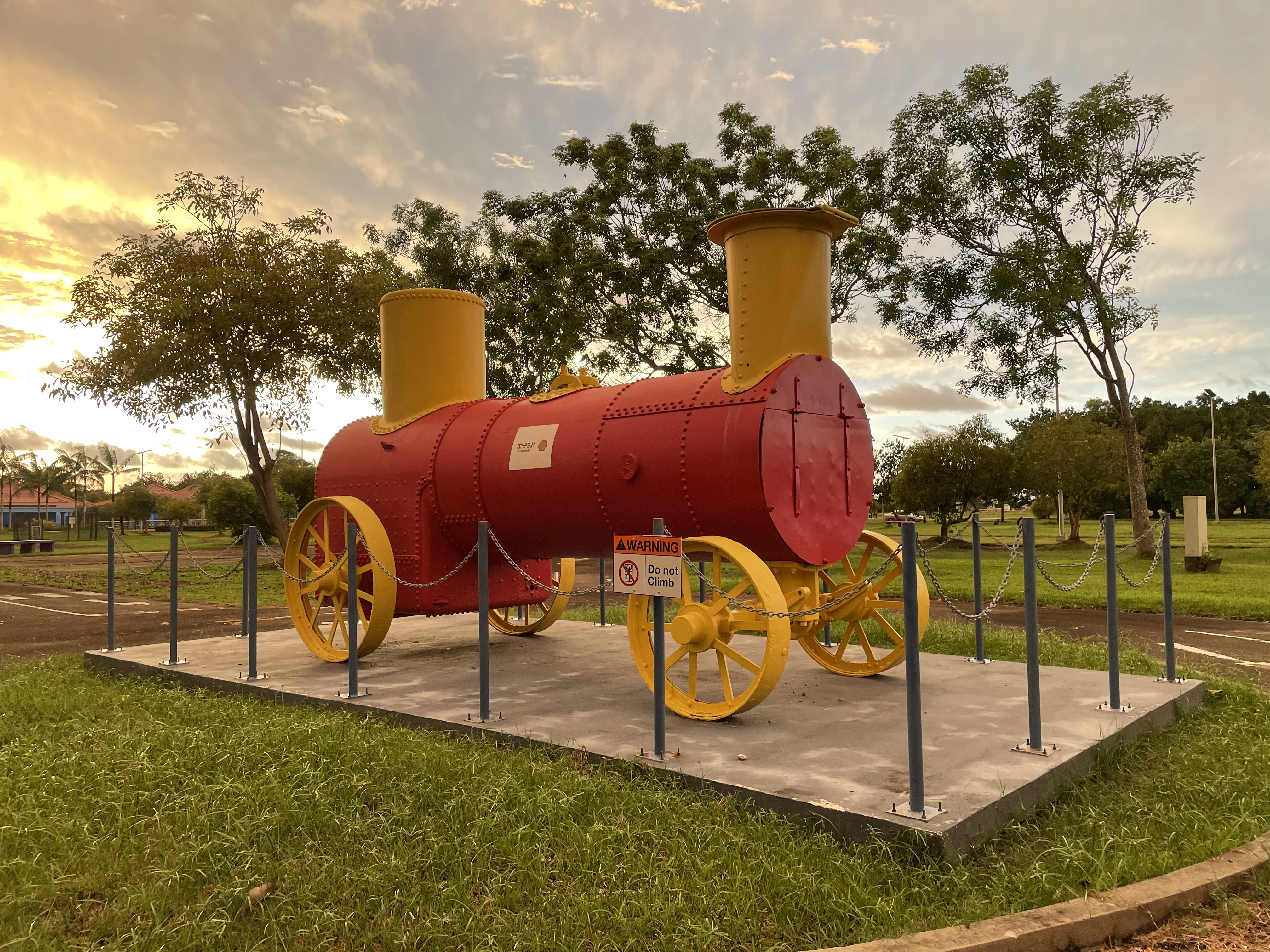
蒸汽產生器
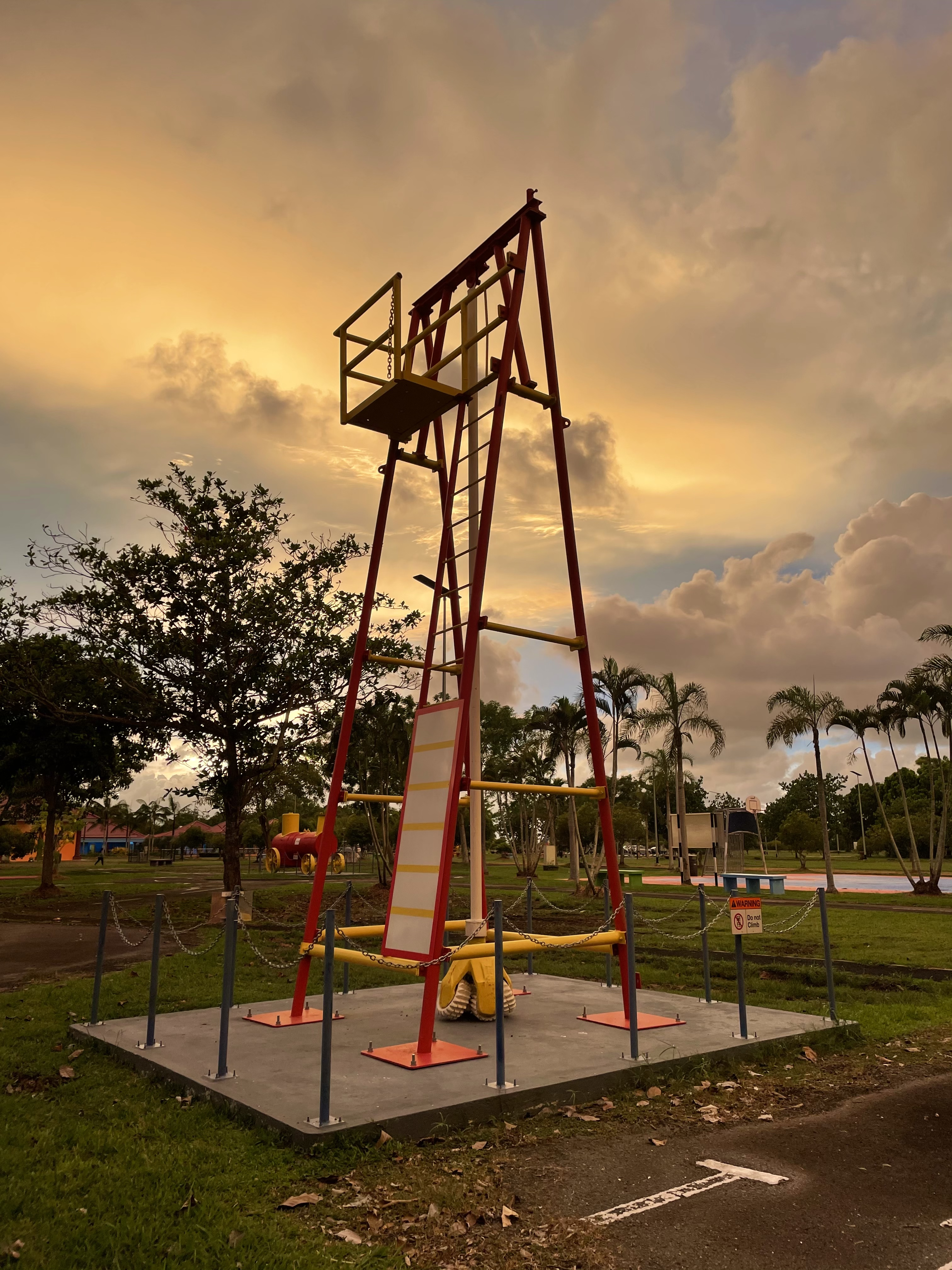
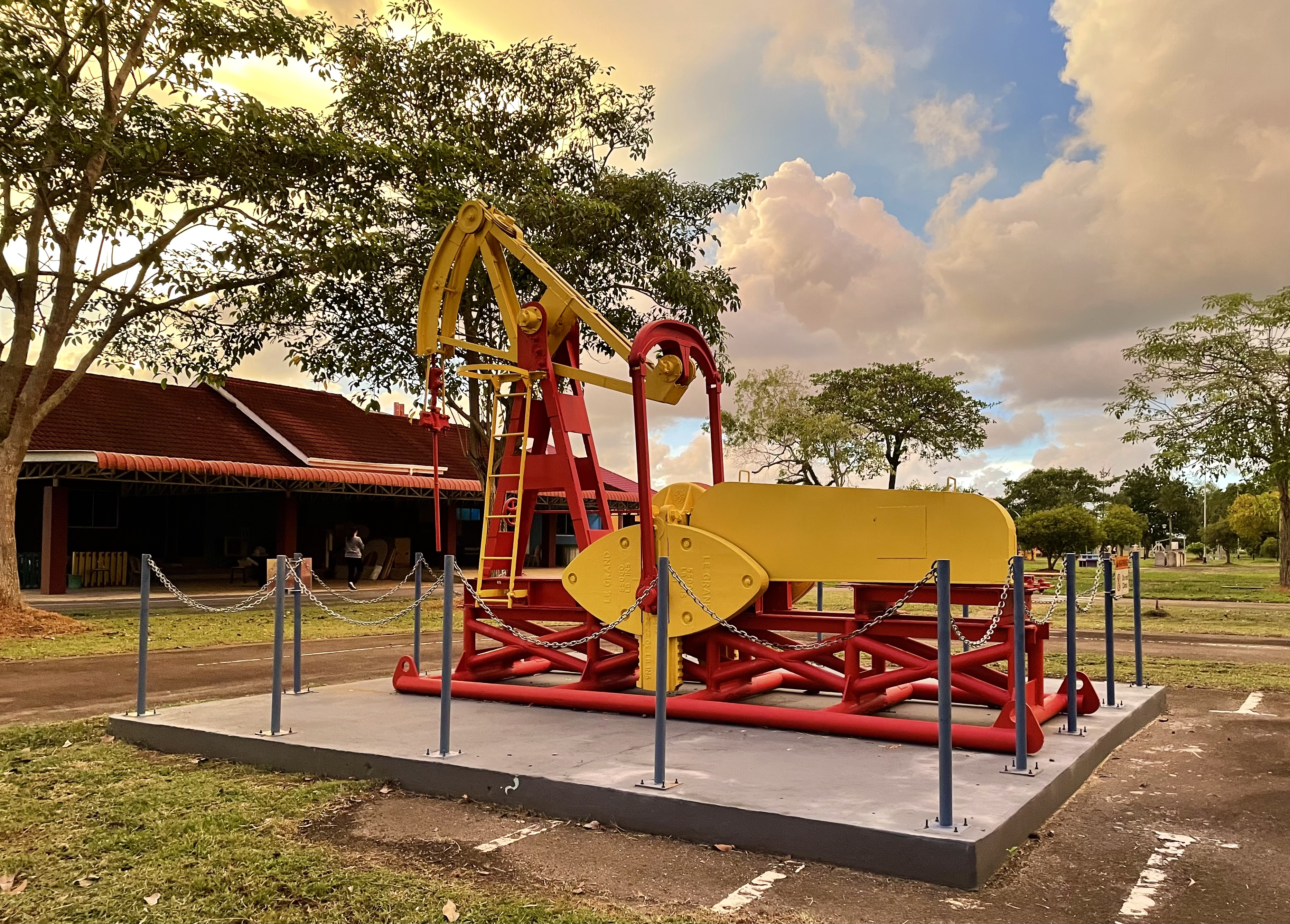
抽油泵
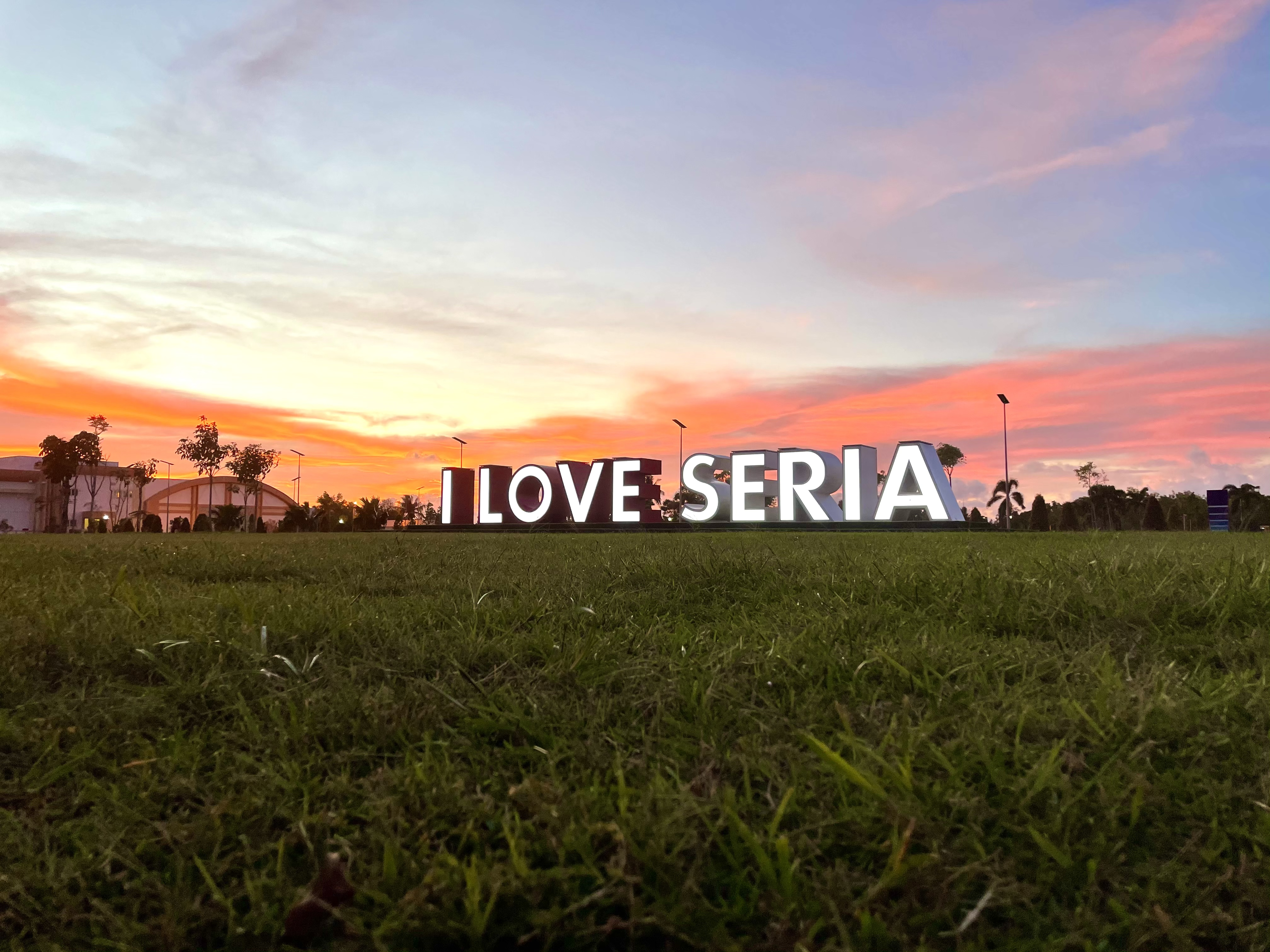
「我愛詩里亞」的標誌
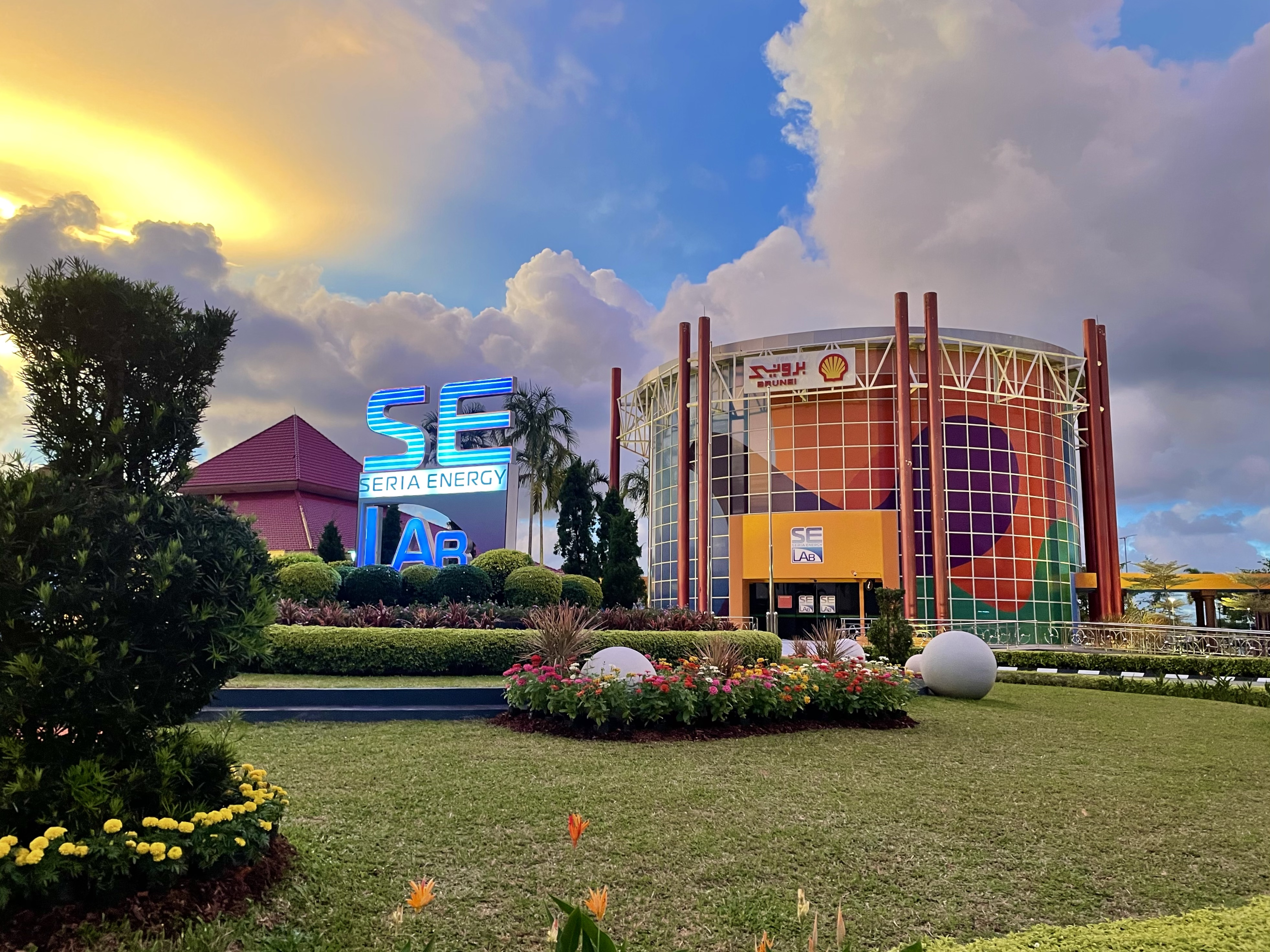
詩里亞能源中心（攝於2021年）

## 外部連結
- 官方网站